# Dmitrij Dorofeev
Dmitrij Anatol'evič Dorofeev (in russo Дмитрий Анатольевич Дорофеев?; trasl. angl.: Dimitri Anatolyevich Dorofeyev; Kolomna, 13 novembre 1976) è un ex pattinatore di velocità su ghiaccio russo.

## Palmarès

### Olimpiadi
- Argento a Torino 2006 nei 500 metri.

### Mondiali - Sprint
- Argento a Heerenveen 2006.